# (2477) Biryukov
(2477) Biryukov (1977 PY1) – planetoida z grupy pasa głównego asteroid okrążająca Słońce w ciągu 4,1 lat w średniej odległości 2,56 au. Odkryta 14 sierpnia 1977 roku.